# مایع آمنیوتیک
مایع آمنیوتیک (به انگلیسی: Amniotic fluid) به مایع درون کیسه آمنیوتیک در رحم مادر باردار گفته می‌شود.
مایع آمنیوتیک از مادر تراوش می‌شود و ابتدا فقط حاوی آب و الکترولیتها است ولی از حدود دوازده تا چهارده هفتگی پروتئین، کربوهیدرات، چربی، فسفولیپید و اوره نیز بداخل آن ترشح می‌شود.
حجم مایع آمنیوتیک با رشد جنین افزایش می‌یابد و از هفته دهم تا هفته بیستم از ۲۵ میلی لیتر به ۴۰۰ میلی لیتر می‌رسد. دیابت بارداری یکی از علل شایع زیادی مایع آمنیوتیک است.

## آمنیوسنتز
آمنیوسنتز یک تکنیک پزشکی تشخیص قبل از تولد می‌باشد که در طی آن مقدار کمی از مایع آمنیون گرفته‌می‌شود و مورد بررسی ژنتیکی قرارمی‌گیرد. این شیوه معمولاً در سه‌ماههٔ دوم انجام می‌گیرد. آمنیوسنتز یکی از رایج‌ترین روش‌های تهاجمی تشخیص پره‌ناتال است.

## کاربردهای پزشکی
در چند عمل جراحی قسمت برونی چشم از مایع آمنیوتیک استفاده می‌شود. همچنین کاربرد آن در مواردی در ارتوپدی درحال مطالعه است.

### مطالعات سلول‌های بنیادین
مطالعات اخیر نشان دهنده این بوده‌است که این مایع دارای تعداد قابل توجه از سلول‌های بنیادین می‌باشد.